# Fernand Ettori
Fernand Jacques Hilaire Ettori (Farrandu Ettori), historien de la Corse, homme de Lettres et linguiste né à Bastia le 8 mars 1919 et mort à Torre de Porto-Vecchio  le 1er juin 2001. Professeur émérite de l’université de Provence, professeur de Lettres du lycée de Bastia, directeur de la revue Études corses, spécialiste de Pascal Paoli et de la langue corse, il fut dans les années 1970 l’un des premiers et principaux inspirateurs de la re-fondation de l’université de la Corse.

## Biographie
Issu d'une ancienne famille originaire de Quenza, Fernand Ettori fit ses études secondaires au lycée de Bastia, où son père était professeur, puis à Louis-le-Grand. Après la Seconde Guerre mondiale et l'obtention de son agrégation, il enseigna à son tour au lycée de Bastia et fit partie de ceux qui contribuèrent à la renaissance de la Société des Sciences Historiques et naturelles de la Corse fondée par le chanoine Letteron. Il publia dans les années 1950 de nombreux travaux dans la revue de la société.
Nommé professeur à l'université de Provence en 1965, il prit deux ans plus tard la succession de Paul Arrighi à la direction du Centre d'études corses puis la direction de la revue Études corses, qu'il conserva durant une dizaine d'années.
De 1973 à 1976, il présida l'université d'été de Corte et participa directement à l'élaboration de l'université, qui n'était encore qu'à l'état de projet.
Dans ces années 1970, il milita activement pour la défense et la reconnaissance de la langue insulaire, et notamment pour que la loi sur l'enseignement des langues régionales soit appliquée à la Corse. Dans ce domaine il publia notamment un travail sur L'enseignement de la langue corse (1975) et des articles sur l'étude du vocero et de la chanson populaire, puis en 1985 une Anthologie des expressions corses.
Parmi les contributions et recherches menées par le Pr Fernand Ettori, celles portant sur la connaissance de la Corse au Siècle des Lumières et Pascal Paoli sont des plus marquantes, dont sa thèse de doctorat d'État publiée en 1976 sur la constitution rédigée par Jean-Jacques Rousseau ou ses contributions au Mémorial des Corses.
On lui doit en outre des apports majeurs dans l'étude et la connaissance de l'identité, de la culture et de la société traditionnelle insulaires, et une réflexion érudite sur la Nation corse et la légitimité de l'État français dans l'île.
Son dernier ouvrage, La Maison de la Rocca, retraçant l'histoire d'un lignage seigneurial au Moyen Âge et offrant par ce biais une vision politique de la Corse médiévale et une réflexion sur les fondements de l'identité insulaire, reçut le Prix du Livre corse en 1999.